# Chris Wade (kampsportare)
Christopher Wade, född 30 september 1987 i Rockville Centre i delstaten New York, är en amerikansk MMA-utövare som sedan 2014 tävlar i organisationen Ultimate Fighting Championship.